# Richard Hunter
Richard Lawrence Hunter (* 1953) ist ein britischer Altphilologe.
Er studierte an der Universität Sydney und promovierte an der Universität Cambridge, wo er anschließend als Lecturer und Fellow arbeitete. 2001 wurde er als Nachfolger von Patricia Elizabeth Easterling zum Regius Professor of Greek ernannt.  Zum 30. September 2021 wird er voraussichtlich in den Ruhestand treten.
Hunter ist seit 2001 korrespondierendes Mitglied der Akademie von Athen und Honorary Fellow der Universität Sydney. 2013 wurde er zum ordentlichen Mitglied der Academia Europaea gewählt. Ebenfalls seit 2013 ist er Fellow der British Academy.
Hunter hat hauptsächlich zur griechischen Literatur des Hellenismus gearbeitet, insbesondere zur Mittleren (Eubulos) und Neuen Komödie (Menander), zu Apollonios von Rhodos, Theokrit und Kallimachos sowie zur Literatur der Kaiserzeit, insbesondere zu den Romanen des Longos (Daphnis und Chloe) und des Heliodor (Aithiopika). Weitere Arbeiten sind dem Symposion Platons und dem Hesiod zugeschriebenen Frauenkatalog gewidmet.

## Veröffentlichungen (Auswahl)
- Eubulus: The Fragments (Cambridge 1983)
- A Study of Daphnis & Chloe (Cambridge 1983)
- The New Comedy of Greece and Rome (Cambridge, 1985)
- Apollonius of Rhodes: Argonautica Book III (Cambridge 1989)
- The Argonautica of Apollonius: literary studies (Cambridge 1993)
- Theocritus and the Archaeology of Greek Poetry (Cambridge 1996)
- Studies in Heliodorus (Cambridge 1998)
- Theocritus. A Selection (Cambridge 1999)
- Theocritus: Encomium of Ptolemy Philadelphus (Berkeley, 2003)
- Plato's Symposium (Oxford 2004)
- mit Marco Fantuzzi: Tradition and Innovation in Hellenistic Poetry (Cambridge 2004)
- The Hesiodic Catalogue of Women: Constructions and Reconstructions  (Cambridge 2005)
- The Shadow of Callimachus (Cambridge 2006)